# 메시에 21
좌표:  18h 04m 36s, +22° 30′ 00″
메시에 M21(NGC 6531)는 궁수자리에 있는 산개 성단이다. 1764년 6월 5일 샤를 메시에가 메시에 천체 목록에 넣었다.
M21는 지구에서 약 4,250 광년 떨어져 있으며, 겉보기 등급은 6.5등급이다. 시직경은 13분으로 생성된 지 460만 년 정도 된 것으로 추정되며, 57개의 항성들로 구성되어 있다.

## 같이 보기
- 메시에 천체 목록